# 清水達夫

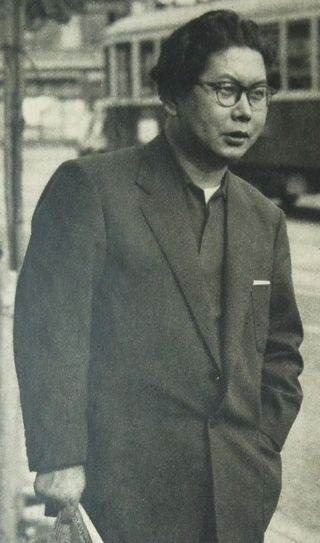
1954年

清水 達夫（しみず たつお、1913年10月22日 - 1992年12月28日）は東京府出身の編集者。マガジンハウス創業者、同名誉会長。

## 経歴
東京市日本橋区生まれ。父は鰹節問屋にんべんの大番頭。
立教大学予科で学生劇団や同人誌に参加。電通に入社してからは「宣傳」誌を編集したが、のち左遷されたので退職し、大政翼賛会宣伝部に入る。ここで岩堀喜之助と知り合う。
戦後、1945年、岩堀の誘いで「平凡」誌を創刊。次いで「週刊平凡」「平凡パンチ」「anan」を創刊し、戦後を代表する大雑誌に育て上げて、雑誌の神様と呼ばれた。